# Vladimir Maslennikov
Vladimir Anatolyevich Maslennikov (17 de agosto de 1994) é um atirador olímpico russo, medalhista olímpico.

## Carreira
Vladimir Maslennikov representou a Rússia nas Olimpíadas, de 2016, conquistou a medalha de bronze em 2016, na carabina de ar 10 m.